# Білоруська анімація
Білоруська анімація — вид білоруського кіномистецтва, твори якого створюють методом покадрової зйомки послідовних фаз руху мальованих (графічна або мальована анімація) або об'ємних (об'ємна або лялькова анімація) картинок. Належить до сукупності європейських анімацій.

## ДобаБРСР
Білоруська анімація бере початок 1972 року, коли на кіностудії «Білорусьфільм» почалося виробництво анімаційних мультфільмів. Саме тоді, на замовлення чиновників вийшла робота Володимира Голикова «Два погляди на одне й те саме» (біл. Два погляды на адно і тое ж). Історія про несумлінного водія, що порушує правила дорожнього руху ще до придбання автомобіля. У 80-х на заміну мальованим і ляльковим фільмам приходять мультфільми-колажі, а пізніше й комп'ютерна мультиплікація. Режисери експериментували не тільки з формою, а також із змістом. Все більше уваги виділяється до національних мотивів, білоруської мови, культури та історії. Аніматори модернізують міфологію та фольклор, використовуючи в своїх стрічках сучасні образи. З'являються екранізації народних казок, легенд і байок.

## СучаснаБілорусь
Щорічно у «Білорусьфільму» виходить декілька робіт. За весь час існування білоруської анімації було знято більше 100 мультфільмів.